# Essendorf (Staig)
Essendorf ist ein Ortsteil der Gemeinde Staig im Alb-Donau-Kreis in Baden-Württemberg.
Der Wohnplatz mit circa 60 Einwohnern liegt auf der Gemarkung von Steinberg.

## Geschichte
Essendorf wird 1434 erstmals überliefert, als durch Wolf von Asch der Ort an das Kloster Wiblingen verkauft wurde. Die Blutgerichtsbarkeit stand der Grafschaft Kirchberg zu. Landeshoheit und Niedergericht lag in den Händen des Klosters.